# Guia dos Quadrinhos

Guia dos Quadrinhos (Guide de la Bande Dessinée) est une base de données de bande dessinée brésilienne créée dans le but de cataloguer toutes les bandes dessinées publiées au Brésil, que ce soit des romans graphiques, des magazines, des fanzines ou des publications indépendantes,.

## Histoire
Edson Diogo, créateur de Guia dos Quadrinhos, était responsable de la section «guide des prix» de l'édition brésilienne du magazine Wizard dans les années 1990. La difficulté d'obtenir des informations fiables sur les bandes dessinées brésiliennes à l'époque l'a inspiré pour créer la base de données. La première version de Guia dos Quadrinhos a été diffusée en 2006 et a été mise à jour manuellement par Diogo après avoir reçu des informations envoyées par ses lecteurs. En 2007, après la suggestion du journaliste Ricardo Soneto, le projet est devenu une base de données collaborative et a eu sa sortie officielle,,.

## Structure
La base de données Guia dos Quadrinhos enregistre toutes les informations sur les bandes dessinées brésiliennes, telles que la date de publication, l'éditeur, le genre, la taille et le prix. Pour chaque édition de magazines ou de romans graphiques, il est possible d'enregistrer individuellement chaque histoire, ainsi que les auteurs, les personnages et les arcs d'histoires. Dans le cas d'éditions brésiliennes de matériel étranger, il y a aussi l'indication de l'œuvre originale, avec de couverture et des données complètes,.
Il y a aussi une liste d'auteurs et d'éditeurs, avec une liste des œuvres auxquelles ils ont participé. Guia dos Quadrinhos a également un blog, un espace pour publier des études sur la bande dessinée et un réseau social dans lequel les utilisateurs peuvent raconter et faire connaître leurs collections de bandes dessinées. Toutes les informations sont enregistrées par des collaborateurs. Les couvertures ne sont postées qu'après l'approbation de l'équipe du site et, dans certains cas, après la restauration numérique de Diogo si la bande dessinée originale était très ancienne et rare. De nouvelles données sont également vérifiées régulièrement,.

## Festival Guia dos Quadrinhos
En 2009, le Festival Guia dos Quadrinhos a été organisé pour la première fois (jusqu'en 2013, a été appelé Mercado das Pulgas - Marché aux puces). L'événement a lieu deux fois par an à São Paulo et son objectif principal est de donner l'espace pour les collectionneurs de bandes dessinées pour vendre et échanger des bandes dessinées et des matériaux connexes. Depuis 2009, le festival a également un espace pour les artistes et les éditeurs, ainsi que des discussions avec des artistes et des professionnels de la bande dessinée,,.

## Livres
En 2017, Guia dos Quadrinhos a publié un livre en l'honneur de Jack Kirby (Os mundos de Jack Kirby: um tributo ao rei dos quadrinhos  (ISBN 978-85-922667-0-7)). Organisé par Edson Diogo et le artiste Will, le livre compte avec 100 artistes brésiliens, qui dessinent les personnages les plus importants créés par Kirby accompagnés de textes descriptifs. Le livre a été financé par le site de financement participatif brésilien Catarse.
En 2018, un nouveau livre a été publié, également par financement participatif, honorant cette fois le label Vertigo (Vertigo: além do limiar  (ISBN 978-85-922667-1-4)). 25 écrivains et 25 artistes ont participé à ce livre, qui comprenait également des entrevues avec Karen Berger, Jamie Delano et Peter Milligan.

## Prix
En 2017, Guia dos Quadrinhos a remporté le Troféu HQ Mix en hommage à son 10e anniversaire.